# Renato Anselmi
Pour les articles homonymes, voir Anselmi.
Renato Anselmi, né le 26 octobre 1891 à Marigliano et mort le 3 octobre 1973 à Gênes, est un escrimeur italien, ayant pour arme le sabre. 

## Biographie
Renato Anselmi est sacré champion olympique d'escrime dans l'épreuve de sabre par équipes aux Jeux olympiques d'été de 1924 à Paris. Dans la même épreuve, il remporte la médaille d'argent à deux reprises, aux Jeux olympiques d'été de 1928 à Amsterdam et aux Jeux olympiques d'été de 1932 à Los Angeles. 
Sur le plan national, il est double champion d'Italie, en 1929 et 1930.